# Cercami nel cuore della gente
Cercami nel cuore della gente este un album publicat de Al Bano în 2007 în Italia. Albumul conține si melodia Nel perdono cu care s-a clasificat pe locul 2 la Festival Sanremo din același an. Piesa Roma, 2 aprile, 2005 este dedicata lui Papa Ioan Paul al II-lea.

## Track list
1. Nel perdono – 3:45  (Renato Zero, Vincenzo Incenzo, Alterisio Paoletti, Yari Carrisi)
2. C'est la vie – 3:09  (Albano Carrisi, Vincenzo Incenzo)
3. Abbracciami – 3:46  (Albano Carrisi, Andrea Lo Vecchio)
4. E se tornerà – 3:32  (Albano Carrisi, Leandro Morelli)
5. Coraggio e vai – 3:42  (Albano Carrisi, Alterisio Paoletti, Giuseppe Giacovazzo)
6. Mai, mai, mai – 4:04  (Albano Carrisi)
7. Roma, 2 aprile, 2005 – 3:44  (Albano Carrisi, Maurizio Fabrizio, Andrea Lo Vecchio)
8. I fiori del tempo – 3:49  (Albano Carrisi, Pino Massara, Pino Aprile)
9. Era casa mia – 4:28  (Albano Carrisi, Cristiano Minellono)
10. Finché vivrò – 4:02  (Dario Baldan Bembo, Albano Carrisi, Fabrizio Berlincioni)
11. Il mestiere di vivere – 3:53  (Carmelo Carucci, Paolo Limiti)
12. Ave Maria – 5:43  (Renato Zero, Renato Serio, Renato Zero)